# アエノール・ド・シャテルロー
アエノール・ド・シャテルロー（Aénor de Châtellerault, 1103年 - 1130年3月）は、アキテーヌ公ギヨーム10世の妃。シャテルロー（現 ヴィエンヌ県）にて1103年に誕生、1130年3月にタルモンにて死去した。なお、1129年以降は アリエノール（Aliénor）の名で署名している。
シャテルロー副伯エメリー1世とその妻アモーベルジュの娘。母アモーベルジュは後にアキテーヌ公ギヨーム9世の愛人となり、ダンジュルーズ（その魅惑的さゆえに危険な女の意）・ド・リル＝ブシャールと称された。1121年に母を愛人としたギヨーム9世と妻フィリッパ ・ド・トゥールーズの息子で次代のアキテーヌ公ギヨーム10世と結婚した。 
夫ギヨーム10世との間に以下の3子を儲けている。
- アリエノール（1122年/1124年 - 1204年） - フランス王ルイ7世と結婚したが離婚、イングランド王ヘンリー2世と再婚
- ペトロニーユ（1125年頃 - 1193年頃） - ヴェルマンドワ伯ラウル1世と結婚
- ギヨーム＝エグレ (1126/1127年 - 1130年)- タルモン＝シュル＝ジロンドにて母が亡くなるのとほぼ同時期に4歳程で夭折